# كونور ماك جلين
كونور ماك جلين (بالإنجليزية: Conor McGlynn)‏ هو لاعب كرة قدم أمريكي في مركز الوسط، ولد في 20 نوفمبر 1997 في Middle Village, Queens ‏ في الولايات المتحدة. لعب مع هارتفورد أتلتيك.